# Пьоссаско
Пьоссаско (итал. Piossasco) — коммуна в Италии, располагается в регионе Пьемонт, в провинции Турин.
Население составляет 17411 человек (2008 г.), плотность населения составляет 446 чел./км². Занимает площадь 39 км². Почтовый индекс — 10045. Телефонный код — 011.
Покровительницей коммуны почитается Пресвятая Богородица (Madonna del Carmine), празднование 9 июля.

## Демография
Динамика населения:

## Города-побратимы
- Кран-Жеврие, Франция (1991)

## Администрация коммуны
- Официальный сайт: http://www.comune.piossasco.to.it/